# Panathīnaïkos Athlītikos Omilos 2024-2025 (pallacanestro maschile)
Questa voce raccoglie le informazioni riguardanti il Panathīnaïkos B.C. nelle competizioni ufficiali della stagione 2024-2025.

## Stagione
La stagione 2024-2025 del Panathīnaïkos è la 74ª nel massimo campionato greco di pallacanestro, la Basket League.

## Roster
Aggiornato al 17 agosto 2024.
| Panathīnaïkos Aktor Atene 2024-25 | Panathīnaïkos Aktor Atene 2024-25 |
| Giocatori                         | Staff tecnico                     |
| --------------------------------- | --------------------------------- |

| N. | Naz.                                               | Ruolo | Nome                   | Anno | Alt.   | Peso   |  |
| -- | -------------------------------------------------- | ----- | ---------------------- | ---- | ------ | ------ |  |
| 0  | Grecia (bandiera)                                  | GA    | Panagiōtīs Kalaitzakīs | 1999 | 200 cm | 92 kg  |  |
| 2  | Stati Uniti (bandiera) · Spagna (bandiera)         | P     | Lorenzo Brown          | 1990 | 196 cm | 87 kg  |  |
| 6  | Grecia (bandiera)                                  | G     | Dīmītrīs Mōraitīs      | 1999 | 192 cm | 86 kg  |  |
| 10 | Grecia (bandiera)                                  | P     | Kōstas Sloukas (C)     | 1990 | 190 cm | 90 kg  |  |
| 16 | Macedonia del Nord (bandiera) · Turchia (bandiera) | AP    | Cedi Osman             | 1995 | 201 cm | 104 kg |  |
| 20 | Grecia (bandiera)                                  | AC    | Alexandros Samodurov   | 2005 | 210 cm | 95 kg  |  |
| 21 | Grecia (bandiera)                                  | A     | Iōannīs Papapetrou     | 1994 | 207 cm | 106 kg |  |
| 22 | Stati Uniti (bandiera)                             | P     | Jerian Grant           | 1992 | 193 cm | 90 kg  |  |
| 24 | Germania (bandiera)                                | C     | Tibor Pleiß            | 1989 | 221 cm | 116 kg |  |
| 25 | Stati Uniti (bandiera)                             | G     | Kendrick Nunn          | 1995 | 190 cm | 86 kg  |  |
| 26 | Francia (bandiera)                                 | C     | Mathias Lessort        | 1995 | 206 cm | 112 kg |  |
| 32 | Sudan del Sud (bandiera)                           | C     | Wenyen Gabriel         | 1997 | 206 cm | 95 kg  |  |
| 37 | Grecia (bandiera)                                  | AC    | Kōstas Antetokounmpo   | 1997 | 208 cm | 93 kg  |  |
| 40 | Lituania (bandiera)                                | AP    | Marius Grigonis        | 1994 | 198 cm | 93 kg  |  |
| 41 | Spagna (bandiera)                                  | AG    | Juancho Hernangómez    | 1995 | 206 cm | 97 kg  |  |
| 44 | Grecia (bandiera)                                  | AG    | Kōnstantinos Mītoglou  | 1996 | 210 cm | 116 kg |  |
| 77 | Turchia (bandiera)                                 | C     | Ömer Yurtseven         | 1998 | 213 cm | 125 kg |  |
| -  | Grecia (bandiera)                                  | AG    | Chrīstos Geōrgas       | 2007 | 197 cm |        |  |
| -  | Grecia (bandiera)                                  | AC    | Iasōnas Karagkoutīs    | 2007 | 198 cm |        |  |
| -  | Grecia (bandiera)                                  | G     | Maximos Karamouzīs     | 2007 | 186 cm |        |  |
| -  | Grecia (bandiera)                                  | P     | Aggelos Kōnstantinidīs | 2007 | 185 cm |        |  |
| -  | Grecia (bandiera)                                  | AG    | Filip Mantsits         | 2007 | 200 cm |        |  |
| -  | Grecia (bandiera)                                  | C     | Iasōn Mpinīs           | 2007 | 210 cm |        |  |
| -  | Grecia (bandiera)                                  | P     | Evaggelos Mpousmpouras | 2007 |        |        |  |
| -  | Grecia (bandiera)                                  | AG    | Alexandros Tziōras     | 2007 | 201 cm |        |  |
| -  | Grecia (bandiera)                                  | G     | Giōrgos Tsakirīs       | 2007 | 190 cm |        |  |

| Allenatore |
| - Ergin Ataman |
| Assistente/i |
| - Savvas Kamperidīs - Chrīstos Serelīs - Vasilīs Simtsak - Cenk Yıldırım Legenda - (C) Capitano - (IN) Inattivo - Infortunato Roster |

## Mercato

### Sessione estiva
| Acquisti | Acquisti        | Acquisti          | Acquisti               | Acquisti |
| R.       | Nome            | da                | Modalità               |          |
| -------- | --------------- | ----------------- | ---------------------- | -------- |
| P        | Neoklīs Avdalas | Karditsas         | fine prestito          |          |
| P        | Lorenzo Brown   | Maccabi Tel Aviv  | definitivo (600.000 €) |          |
| AP       | Cedi Osman      | San Antonio Spurs | svincolato             |          |
| AG       | Nikos Chougkaz  | Peristeri         | fine prestito          |          |
| C        | Ömer Yurtseven  | Utah Jazz         | svincolato             |          |

| Cessioni | Cessioni               | Cessioni       | Cessioni    | Cessioni |
| R.       | Nome                   | a              | Modalità    |          |
| -------- | ---------------------- | -------------- | ----------- | -------- |
| P        | Neoklīs Avdalas        | Peristeri      | prestito    |          |
| P        | Luca Vildoza           | Olympiakos     | rescissione |          |
| A        | Leuterīs Mantzoukas    | Aris Salonicco | prestito    |          |
| AG       | Nikos Chougkaz         | Andorra        | rescissione |          |
| C        | Aleksander Balcerowski | Málaga         | definitivo  |          |

### Dopo l'inizio della stagione
| Acquisti | Acquisti       | Acquisti         | Acquisti         | Acquisti   |
| R.       | Nome           | da               | Data             | Modalità   |
| -------- | -------------- | ---------------- | ---------------- | ---------- |
| C        | Wenyen Gabriel | Maccabi Tel Aviv | 23 dicembre 2024 | definitivo |
| C        | Tibor Pleiß    | Trapani Shark    | 26 febbraio 2025 | svincolato |

| Cessioni | Cessioni             | Cessioni | Cessioni         | Cessioni    |
| R.       | Nome                 | a        | Data             | Modalità    |
| -------- | -------------------- | -------- | ---------------- | ----------- |
| AC       | Kōstas Antetokounmpo | Murcia   | 12 febbraio 2025 | rescissione |